# Kaszalot
Kaszalot (Physeter) – rodzaj ssaków z rodziny kaszalotowatych (Physeteridae).

## Rozmieszczenie geograficzne
Rodzaj obejmuje jeden współcześnie żyjący gatunek występujący we wszystkich oceanach świata.

## Morfologia
Długość ciała samic 1040–1250 cm, samców 1520–1920 cm; masa ciała samic do 24000 kg, samców do 70000 kg.

## Systematyka
Rodzaj zdefiniował w 1758 roku szwedzki przyrodnik Karol Linneusz w 10 wydaniu Systema Naturae, publikacji swojego autorstwa poświęcionej klasyfikacji zwierząt, roślin i minerałów. Linneusz wymienił cztery gatunki – Physeter catodon Linnaeus, 1758 (= Physeter macrocephalus Linnaeus, 1758), Physeter macrocephalus Linnaeus, 1758, Physeter microps Linnaeus, 1758 (= Physeter macrocephalus Linnaeus, 1758) i Physeter tursio Linnaeus, 1758 (= Physeter macrocephalus Linnaeus, 1758) – nie wskazując gatunku typowego; w ramach późniejszego oznaczenia w 1904 roku amerykański zoolog Theodore Sherman Palmer na gatunek typowy wyznaczył Physeter macrocephalus Linnaeus, 1758.

### Etymologia
- Physeter (Phiseter, Physeterus, Physeteres): gr. φυσητήρ physetēr ‘dmuchawa’, od φυσάω physao ‘dmuchać’[21].
- Catodon : gr. κητος kētos ‘wieloryb, potwór morski’; οδους odous, οδοντος odontos ‘ząb’[22]. Gatunek typowy (oznaczenie monotypowe): Physeter macrocephalus Linnaeus, 1758.
- Physalus: gr. φύσαλος physalos ‘wieloryb’[21]. Gatunek typowy (oznaczenie monotypowe): Physalus cylindricus de Lacépède, 1804 (= Physeter macrocephalus Linnaeus, 1758).
- Tursio: łac. tursio ‘morświn’[23]. Gatunek typowy: Fleming wymienił dwa gatunki – Physeter microps Linnaeus, 1758 (= Physeter macrocephalus Linnaeus, 1758) i Tursio vulgaris Fleming, 1822 (= Physeter macrocephalus Linnaeus, 1758) – nie wskazując gatunku typowego; typ nomenklatoryczny (późniejsze oznacznenie) – Physeter tursio Linnaeus, 1758 (= Physeter macrocephalus Linnaeus, 1758).
- Cetus: gr. κητος kētos ‘wieloryb, potwór morski’[24]. Gatunek typowy (oznaczenie monotypowe): Physalus cylindricus de Lacépède, 1804 (= Physeter macrocephalus Linnaeus, 1758).
- Megistosaurus: gr. μέγιστος mēgistos ‘największy, najdłuższy’, forma wyższa od μακρος makros ‘długi’; σαυρος sauros ‘jaszczurka, gad’[25]. Gatunek typowy: Harlan oparł swój opis na dużych kościach wydobytych u ujścia rzeki Mississippi; kości zostały później zidentyfikowane jako Physeter macrocephalus Linnaeus, 1758.
- Cachalot: fr. cachalot ‘kaszalot’, od bask. cachou ‘ząb’[26]. Gatunek typowy (oznaczenie monotypowe): Physeter catodon Linnaeus, 1758.
- Meganeuron: gr. μεγας megas, μεγαλη megalē ‘wielki’; νευρον neuron ‘nerw’[27]. Gatunek typowy (oznaczenie monotypowe): Catodon (Meganeuron) krefftii J.E. Gray, 1865 (= Physeter macrocephalus Linnaeus, 1758).

### Podział systematyczny
Do rodzaju należy jeden występujący współcześnie gatunek:
- Physeter macrocephalus Linnaeus, 1758 – kaszalot spermacetowy

Opisano również gatunek wymarły z neogenu:
- Physeter antiquus P. Gervais, 1849